# 茶本繁正
茶本 繁正（ちゃもと しげまさ、1929年10月3日 - 2006年3月10日）は日本のジャーナリスト。

## 来歴
大分県出身。戦時中は少年兵に志願し、終戦時には特攻隊下士官であったことから平和への思いが深く、イラクへの自衛隊派兵や有事法制に対する批判を度々行っていたことでも知られる。
早稲田大学卒業後、新聞記者、主婦と生活社勤務を経て、1960年よりフリーのルポライターに転向。
1977年、統一協会（現・世界平和統一家庭連合）傘下の学生組織原理研究会の内幕を追った『原理運動の研究』『同 資料編 1』『同 資料編 2』を刊行。翌1978年、この3冊により日本ジャーナリスト会議奨励賞を受賞。後に同会議で代表委員を務めた。また、同年10月13日には村井資長早稲田大学前総長を中心とする原理運動を憂慮する会の呼び掛け人にもなった。
日本ジャーナリスト専門学校で講師を務めたほか、「九条の会」傘下の「マスコミ九条の会」呼びかけ人を務めていた。
2006年3月10日、胃癌のため東京都立川市の病院で死去。76歳。

## 著書
- 『夜の日本列島:秘プレイタウン』（秋田書店、1969年）
- 『大衆虐待時代:にっぽん繁昌記』（三笠書房、1970年）
- 『原理運動の研究』晩聲社、1977年8月。
  - 『原理運動の研究』有田芳生解説、筑摩書房〈ちくま文庫〉、2023年9月。ISBN 978-4480438928。
- 『原理運動の研究 資料篇 1・2』晩聲社、1977年11-12月。
- 『原理運動の実態 ファッシズムへの道』三一書房、1979年5月。ISBN 978-4380792243。
- 『獄中紙『すがも新聞』 戦後史の証言』（晩聲社、1980年10月）
- 『ドキュメント軍拡改憲潮流』（五月社、1983年6月）
- 『戦争とジャーナリズム』（三一書房、1984年4月）
- 『現代フリーライター論 ジャーナリストの"志"とは何か』（三一書房、1985年5月）
- 『国家秘密法は何を狙うか 総批判』（高文研、1987年3月）
- 『マスコミはたたかっているか』（大月書店、1991年7月）